# Chris Conrad

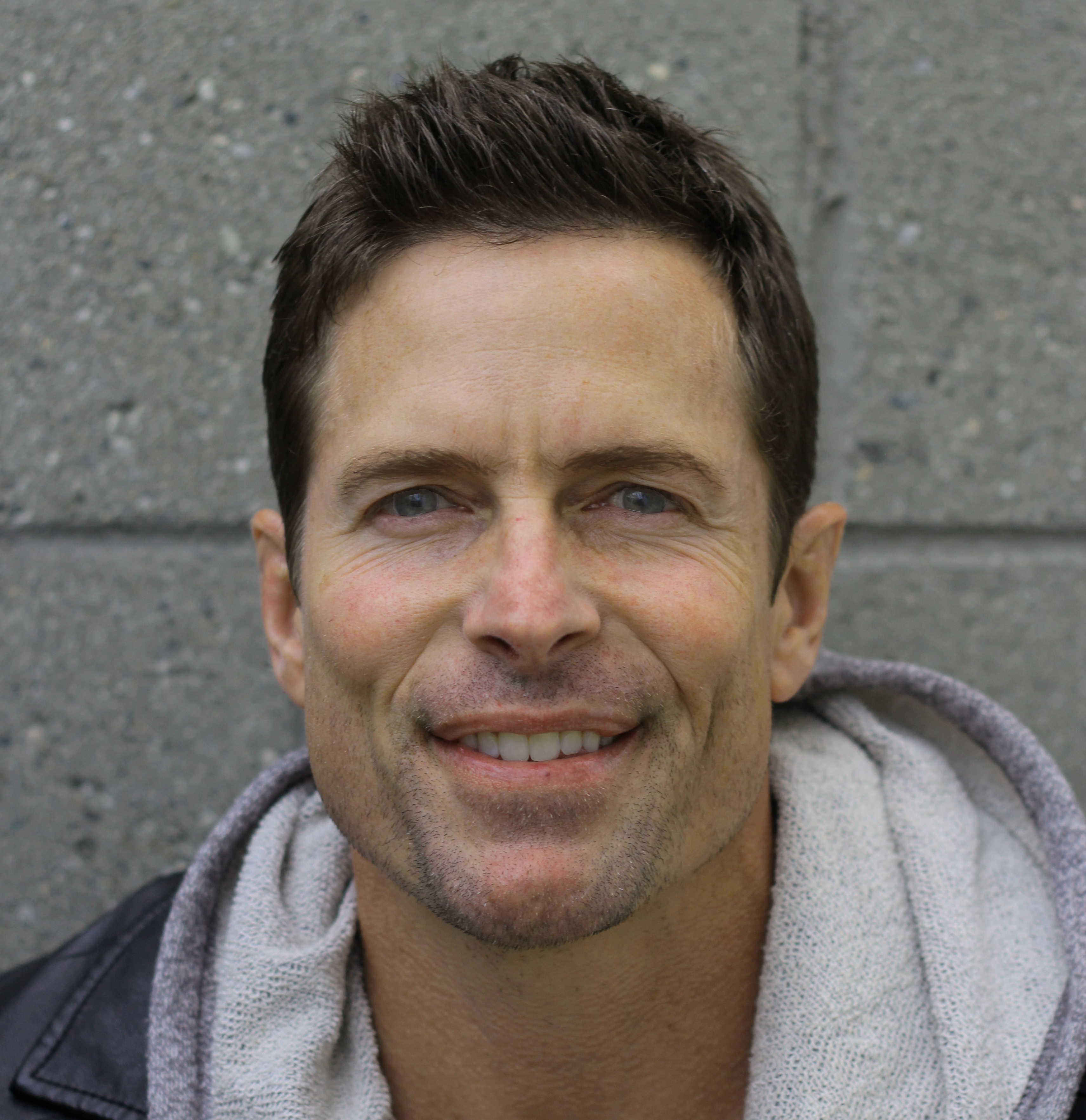
Chris Conrad (2013)

Christopher Andrew „Chris“ Conrad (* 30. Juni 1970 in Fort Lauderdale, Florida) ist ein US-amerikanischer Schauspieler.

## Leben und Karriere
Chris Conrad wurde in Fort Lauderdale im US-Bundesstaat Florida als dritter von vier Brüdern geboren und absolvierte in seiner Geburtsstadt die St. Thomas Aquinas High School. Er zeichnete sich früh durch sportliche und komödiantische Leistungen aus. Während seines zweiten Studienjahres an der Florida State University gewann er einen Wettkampf als „lustigster Mann auf dem Universitätsgelände“. Anschließend zog er nach Chicago und begann dort seine Schauspielkarriere am Piven Theatre Workshop.
In Los Angeles bekam er seine ersten Rollen, darunter eine Hauptrolle in Cool Blades – Nur der Sieg zählt neben Seth Green und Jack Black. Es folgten Auftritte in Karate Kid IV – Die nächste Generation mit Hilary Swank, Mortal Kombat 2 – Annihilation als Johnny Cage sowie in der Fernsehserie Der junge Hercules mit Ryan Gosling in der Titelrolle. 2000 machte er an der Florida Atlantic University seinen Abschluss, um danach wieder nach Los Angeles zurückzukehren und seine Schauspielkarriere fortzusetzen. So hatte er 2006 Gastrollen in den Serien Bones – Die Knochenjägerin und Criminal Minds. 2008 wirkte er in den Filmen Topjob – Showdown im Supermarkt und Portal mit. 2009 war Conrad als Hauptdarsteller und Co-Drehbuchautor, neben seinem Bruder Steven, am Fernsehfilm Connie Banks the Actor beschäftigt.
2013 war Conrad an der Webserie Douche Bros, dem Spielfilm Attila und dem Fernsehfilm Hog’s Tooth beteiligt. Von 2015 bis 2018 spielte er in der Agenten-Dramedy Patriot seines Bruders Steven.

## Filmografie
- 1993: Cool Blades – Nur der Sieg zählt (Airborne)
- 1994: Karate Kid IV – Die nächste Generation (The Next Karate Kid)
- 1994: Jailbreakers – Jung und vogelfrei (Jailbreakers, Fernsehfilm)
- 1994: Das Kartell (Clear and Present Danger)
- 1996: Star Command – Gefecht im Weltraum (Star Command, Fernsehfilm)
- 1997: Mortal Kombat 2 – Annihilation (Mortal Kombat: Annihilation)
- 1998: Hercules (Hercules: The Legendary Journeys, Fernsehserie, 3 Folgen)
- 1998: Reise mit Anita (Viaggio con Anita)
- 1998–1999: Der junge Hercules (Young Hercules, Fernsehserie, 36 Folgen)
- 2006: Bones – Die Knochenjägerin (Bones, Fernsehserie, Folge 2x02)
- 2006: Criminal Minds (Fernsehserie, Folge 2x06)
- 2007: Life
- 2008: Topjob – Showdown im Supermarkt (The Promotion)
- 2008: Portal
- 2010: Scott’s Dead (Kurzfilm)
- 2011: Connie Banks The Actor (Fernsehfilm)
- 2013: Letters (Kurzfilm)
- 2013: Attila – Master of an Empire (Attila)
- 2015–2018: Patriot (Fernsehserie, 18 Episoden)